# Cronometro di Città di Castello
Le Cronometro di Città di Castello est une course cycliste contre-la-montre italienne disputée au mois d'avril à Città di Castello, commune de la province de Pérouse en Ombrie. L'épreuve est inscrite au calendrier de la Fédération cycliste italienne. 

## Palmarès

### Espoirs Hommes
| Année | Vainqueur             | Deuxième             | Troisième        |
| ----- | --------------------- | -------------------- | ---------------- |
| 2015  | Filippo Ganna         | Marlen Zmorka        | Giovanni Carboni |
| 2016  | Filippo Ganna         | Paolo Baccio         | Edoardo Affini   |
| 2017  | Paolo Baccio          | Mattia Cristofaletti | Matteo Grassi    |
| 2018  | Rasmus Byriel Iversen | Paolo Baccio         | Cezary Grodzicki |

### Juniors Hommes
| Année | Vainqueur        | Deuxième           | Troisième              |
| ----- | ---------------- | ------------------ | ---------------------- |
| 2015  | Paolo Baccio     | Tiziano Lanzano    | Piergiorgio Cardarilli |
| 2016  | Andrea Innocenti | Marco Murgano      | Matteo Carboni         |
| 2017  | Samuele Manfredi | Gabriele Benedetti | Lorenzo Biagiotti      |
| 2018  | Antonio Tiberi   | Samuele Manfredi   | Gabriele Benedetti     |

### Femmes Juniors
| Année | Vainqueur        | Deuxième           | Troisième          |
| ----- | ---------------- | ------------------ | ------------------ |
| 2015  | Giulia Nanni     | Beatrice Morresi   | Martina Michelotti |
| 2016  | Lisa Morzenti    | Martina Michelotti | Alessia Cendron    |
| 2017  | Jessica Raimondi | Martina Cozzari    | Sara Rossi         |
| 2018  | Gaia Cocchioni   |                    |                    |

### AllieviHommes
| Année | Vainqueur         | Deuxième           | Troisième          |
| ----- | ----------------- | ------------------ | ------------------ |
| 2015  | Andrea Innocenti  | Matteo Carboni     | Lorenzo Casadei    |
| 2016  | Jonathan Kajamini | Gabriele Benedetti | Tommaso Nencini    |
| 2017  | Alessio Pantalla  | Antonio Tiberi     | Emanuele Galli     |
| 2018  | Andrea Piras      | Lorenzo Germani    | Gianmarco Garofoli |

### AllieviFemmes
| Année | Vainqueur        | Deuxième           | Troisième         |
| ----- | ---------------- | ------------------ | ----------------- |
| 2015  | Gemma Sernissi   | Valentina Iaccheri | Vittoria Guazzini |
| 2016  | Gemma Sernissi   | Vittoria Guazzini  | Sofia Collinelli  |
| 2017  | Sofia Collinelli | Matilde Bertolini  | Giada Natali      |
| 2018  | Noemi Eremita    | Giulia Affaticati  | Matilde Bertolini |

### EsordientiHommes
| Année     | Vainqueur             | Deuxième         | Troisième        |
| --------- | --------------------- | ---------------- | ---------------- |
| 2015      | Francesco Della Lunga | Michael Grisanti | Alessio Pantalla |
| 2016 (1), | Matteo Laloni         | Riccardo Ricci   | Diego Molisso    |
| 2016 (2), | Tommaso Dati          | Lorenzo Peschi   | Tommaso Senesi   |
| 2017      | Matteo Laloni         | Luca Collinelli  | Lorenzo Giordani |

### EsordientiFemmes
| Année | Vainqueur         | Deuxième          | Troisième         |
| ----- | ----------------- | ----------------- | ----------------- |
| 2015  | Sofia Olivetti    | Alessia Radu      | Martina Di Pilato |
| 2016  | Matilde Bertolini | Benedetta Pifferi | Letizia Brufani   |
| 2017  | Carlotta Cipressi | Silvia Bortolotti | Isabelle Fantini  |